# NR Vulpeculae
Désignations
NR Vulpeculae est une supergéante rouge de la constellation du Petit Renard. Elle possède une température de surface d'environ 4 000 K et son rayon est environ 550 fois plus grand que celui du Soleil ; cela signifie que si elle était placée dans le système solaire, sa surface s'étendrait au-delà de l'orbite de Mars. Par conséquent, NR Vulpeculae est également une étoile très lumineuse, étant 70 000 à 111 000 fois plus lumineuse que le Soleil.
L'étoile est une variable irrégulière à longue période, dont la magnitude apparente varie entre 9,13 et 9,61. Elle est probablement membre de l'association stellaire OB1 du Petit Renard (Vul OB1).